# 友利直美
友利　直美（ともり なおみ、1月2日 - ）は、日本の女性声優。沖縄県出身。オフィス海風所属。

## 人物
特技は一輪車、三線。趣味は似顔絵。

## 出演
- The Naked（グウェン・グライムズ）